# Città di Holdfast Bay
La città di Holdfast Bay è una Local Government Area che si trova in Australia Meridionale. Essa si estende su una superficie di 13,72 chilometri quadrati e ha una popolazione di 38.653 abitanti. La sede del consiglio si trova a Brighton.